# Buñuelo
Il buñuelo (spesso al plurale: buñuelos) è un tipo di frittella, spesso dolce e ripiena, tradizionale della Spagna e dei paesi dell'America Latina. Tradizionalmente preparati a Natale, i buñuelo sono diffusi in tutta la Spagna in molteplici varianti. In Catalogna vengono preparati durante la Quaresima In Messico vengono spesso serviti con uno sciroppo a base di piloncillo.